# Rakî, Konotop
Rakî (în ucraineană Раки) este un sat în comuna Kuzkî din raionul Konotop, regiunea Sumî, Ucraina.

## Demografie
Componența lingvistică a localității Rakî
     Ucraineană (98,91%)
     Rusă (1,09%)
Conform recensământului din 2001, majoritatea populației localității Rakî era vorbitoare de ucraineană (98,91%), existând în minoritate și vorbitori de rusă (1,09%).